# Florilegus purpurascens
Florilegus purpurascens är en biart som beskrevs av Cockerell 1914. Florilegus purpurascens ingår i släktet Florilegus och familjen långtungebin. Inga underarter finns listade i Catalogue of Life.